# Chauliognathus pensylvanicus
Chauliognathus pensylvanicus es una especie de coleóptero de la familia Cantharidae, subfamilia Chauliognathinae, género Chauliognathus.
El adulto mide de 9 a 12 mm. Los huevos son depositados en el suelo. Las larvas se alimentan de huevos y larvas de otros insectos. Los adultos comen polen y néctar de flores. Son activos en agosto y septiembre. 

## Distribución y hábitat
Se encuentra en zonas del este y centro de América del Norte, en campos abiertos, praderas, dunas, campos abandonados. 